# Teresa Gamba Guiccioli
Teresa Gamba, contessa Guiccioli, poi marchesa di Boissy (Ravenna, 1799/1800 – Settimello, 27 marzo 1873), è stata una nobile e scrittrice italiana, celebre per essere stata l'amante di Lord Byron.

## Biografia

### Giovinezza e matrimonio
Teresa Gamba Ghiselli era figlia del conte ravennate Ruggiero Gamba Ghiselli e di Amalia dei conti Macchirelli di Pesaro. Uscita a 18 anni dal convento nel quale era stata educata, il 7 aprile 1818 sposò il cinquantasettenne conte Alessandro Guiccioli, rimasto già per due volte vedovo.

### Relazione con Lord Byron

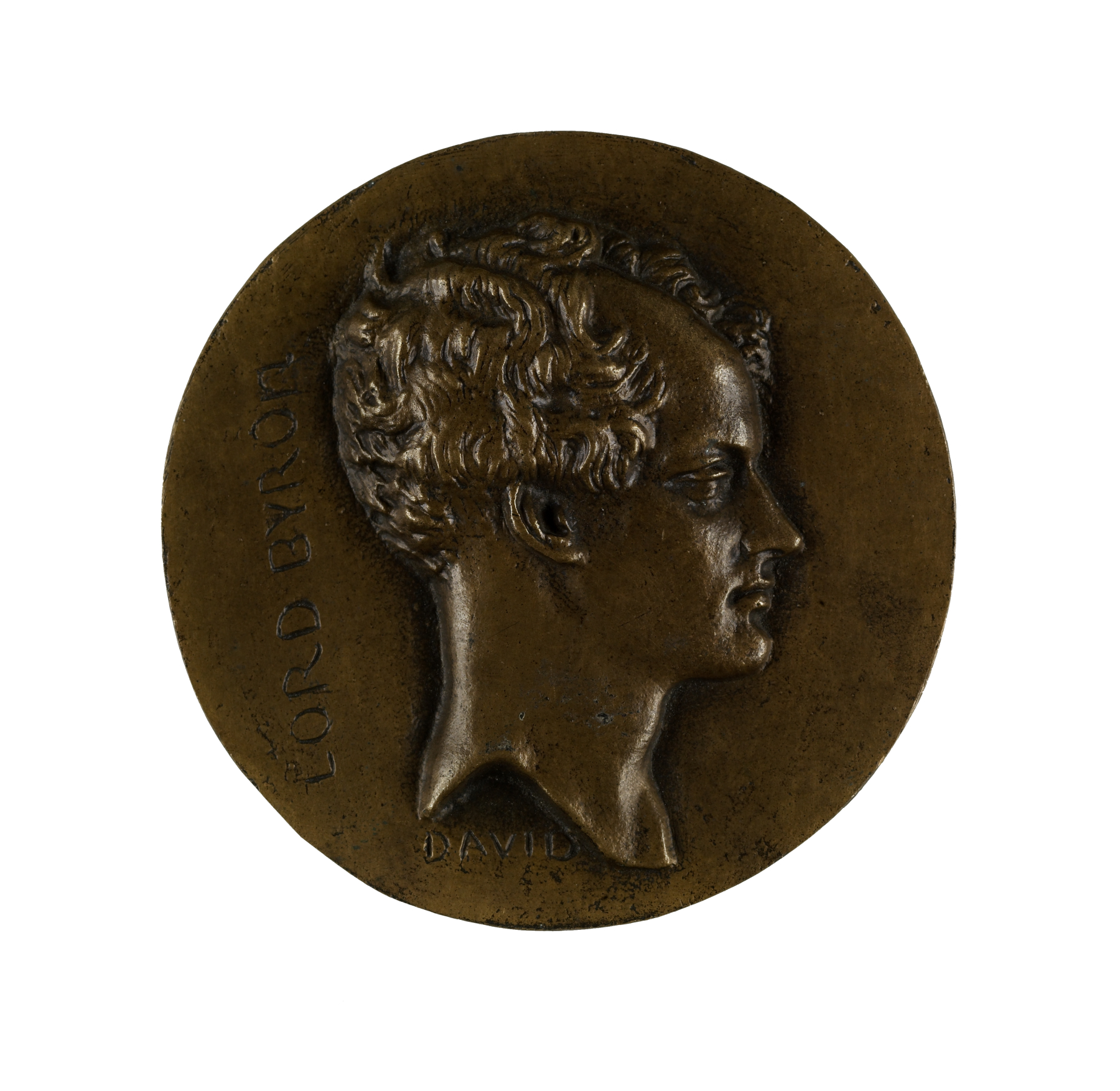
Pierre-Jean David d'Angers, Medaglia con l'effige di George Gordon Byron (1788-1824)

A Venezia, nel salotto della contessa Marina Querini, Teresa Guiccioli conobbe Lord Byron, che viveva in un appartamento in affitto nel Palazzo Mocenigo, nel sestiere di San Marco. Tornata a Ravenna, Byron la raggiunse, frequentò casa Guiccioli e allacciò con Teresa un legame sentimentale. Quando Teresa e il marito partirono per Bologna, Byron li seguì; ma il Conte lasciò presto Bologna, affidando a Byron l'incarico di ricondurre Teresa a Ravenna. Al contrario i due amanti fuggirono insieme a Venezia, dove il Conte Guiccioli poi si presentò per chiedere spiegazioni. Byron, in quel periodo, era preoccupato per la malattia della figlia naturale Allegra che si trovava in un collegio di monache a Bagnacavallo, così Teresa Guiccioli acconsentì a tornare a casa col marito.
Teresa e Alessandro Guiccioli ottennero dal papa la separazione a luglio 1820, a condizione che lei vivesse in casa di suo padre. Accaddero due episodi tragici: la morte della piccola Allegra, il 20 aprile 1822, e la drammatica fine di Percy Shelley, fraterno amico di Byron. Teresa Guiccioli incontrò il suo amante ancora una volta, a Pisa, da cui si trasferirono a Livorno, sulla collina di Montenero, dove i due risiedettero presso la Villa delle Rose insieme al fratello lei, il conte Pietro Gamba, prima che Byron partisse per la Grecia, in guerra per l'indipendenza. 
Il 28 giugno 1822 verso le 5 pomeridiane, nacque una furiosa contesa fra i domestici di Byron e il cameriere della Contessa, accusato di non passare loro i denari assegnatili. Ne nacque una colluttazione a cui parteciparono anche Teresa e Pietro, che sarebbe degenerata se Byron non fosse intervenuto con dei colpi di pistola sparati affacciandosi dal terrazzo. In seguito a questo episodio, i Gamba furono fatti allontanare dalla Toscana dalle autorità e Byron stesso, per solidarietà, s'imbarcò da Livorno il 15 luglio 1823. 
L'ultima sua lettera alla Guiccioli è datata 17 marzo 1824. Byron morì il successivo 19 aprile, durante l'assedio di Missolungi. Rimasero nelle mani di Teresa Guiccioli manoscritti del poeta, oggi conservati alla Pierpont Morgan Library.
Nel 1825 Teresa Guiccioli divenne l'amante del drammaturgo Henri Edward Fox, figlio di Lord Holland. A Roma, a un ballo in casa Torlonia, organizzato per festeggiare il capodanno 1826, conobbe Alphonse de Lamartine, con il quale intrattenne una breve relazione. 

### Secondo matrimonio
Alessandro Guiccioli morì il 21 aprile 1840 e, nel 1838, Teresa Guiccioli era l'amante del musicista Ippolito Collet. Il 15 dicembre 1847 sposò a Parigi Hilaire Étienne Octave Rouillé de Boissy che divenne senatore e che fu un influente uomo politico al tempo di Napoleone III. Nel 1857 Teresa Guiccioli acquistò per la figlia di suo marito, Ottavia Rouillé de Boissy, il marchesato di Castelnau, a Plou. 

### Ultimi anni di vita
Rimasta vedova di Hilaire Rouillé de Boissy, nel 1866, tornò in Italia, dove Teresa Francesca Olimpia Caspera Gamba de Boissy morì all'età di 73 anni.

## Scritti
- Teresa Guiccioli, Lord Byron jugé par les témoins de sa vie, Paris, Amyot, 1868, SBN LO11500169. Raccolta di testimonianze su Byron, da parte di persone che l'avevano conosciuto. Tradotto in inglese nel 1869, col titolo My recollections of lord Byron; and those of eye-witnesses of his life .

- Nella Biblioteca Classense di Ravenna si conserva il manoscritto della sua Vie de Lord Byron en Italie,[4] insieme a cimeli che Teresa Guiccioli aveva raccolto su Byron.
- Ha scritto poesie, pubblicate su strenne ottocentesche.

### Eredità
Alexandre Dumas padre ha trasformato Teresa Guiccioli in un personaggio del Conte di Montecristo, la Contessa G.
Nel 1938 Andrea Di Robilant scrisse e pubblicò la sceneggiatura di un film su Byron e Guiccioli che non fu mai realizzato.